# Droga N984 (Holandia)
Droga prowincjonalna N984 (nid. Provinciale weg 984) – droga prowincjonalna w Holandii, w prowincji Groningen. Łączy miasteczko Eenrum z drogą prowincjonalną N361 we wsi Mensingeweer.
N984 to droga jednopasmowa o maksymalnej dopuszczalnej prędkości 80 km/h. Droga nosi nazwy Mensingeweersterweg i Eenrummerweg.